# 8979 Кланґа
8979 Кланґа (8979 Clanga) — астероїд головного поясу, відкритий 16 жовтня 1977 року.
Тіссеранів параметр щодо Юпітера — 3,712.